# Крайбрежна провинция
Крайбрежната провинция е една от осемте кенийски провинции. Разположена е в югоизточната част на страната, по крайбрежието на Индийския океан. На югозапад граничи с Танзания. Главният град на провинцията е Момбаса - вторият по големина град в Кения. Площта ѝ е 83 603 км², а населението, според преброяването през 1999, е приблизително 2,5 млн. души. Крайбрежната провинция е разделена на 13 района.
Големи градове по крайбрежието, освен Момбаса, са Диани, Малинди, Уатаму и Ламу. Плажът на Диани е известен с красивите си палми и бял пясък. От пристанището на Малинди опитният арабски лоцман Ахмед ибн Маджиб за 26 дни превел флотилията на Вашко да Гама през Индийския океан, благодарение на познанията си за мусонните ветрове. Уатаму е малко риболовно селище и първият източноафрикански морски национален парк.

## Климат
Климатът в провинцията е влажен тропичен, като най-много валежи падат в периода април-юни и октомври-декември.
| температура | януари | февуари | март  | април | май   | юни   | юли   | август | септември | октомври | ноември | декември |
| ----------- | ------ | ------- | ----- | ----- | ----- | ----- | ----- | ------ | --------- | -------- | ------- | -------- |
| минимална   | 23 °C  | 23 °C   | 24 °C | 24 °C | 23 °C | 21 °C | 20 °C | 20 °C  | 21 °C     | 22 °C    | 23 °C   | 23 °C    |
| максимална  | 32 °C  | 32 °C   | 32 °C | 31 °C | 29 °C | 28 °C | 28 °C | 28 °C  | 28 °C     | 29 °C    | 30 °C   | 32 °C    |